# Monika Hess
Monika Hess (ur. 24 maja 1964 w Engelbergu) – szwajcarska narciarka alpejska, srebrna medalistka mistrzostw świata juniorów.

## Kariera
W zawodach Pucharu Świata pierwsze punkty zdobyła 22 grudnia 1981 roku w Chamonix, gdzie zajęła dziesiąte miejsce w gigancie. Na podium zawodów PŚ pierwszy raz stanęła 14 grudnia 1983 roku w Sestriere, kończąc slalom na trzeciej pozycji. W zawodach tych wyprzedziły ją jedynie Włoszka Maria Rosa Quario i Austriaczka Roswitha Steiner. W kolejnych startach jeszcze jeden raz stanęła na podium: 25 stycznia 1986 roku w St. Gervais była najlepsza w kombinacji. W sezonie 1983/1984 zajęła 24. miejsce w klasyfikacji generalnej. Ponadto w sezonie 1985/1986 była siódma w klasyfikacji kombinacji (w klasyfikacji generalnej zajęła 29. miejsce).
Wystartowała na igrzyskach olimpijskich w Sarajewie w 1984 roku, gdzie zajęła 11. miejsce w slalomie i 15. w gigancie.
Jej kuzynka Erika Hess również uprawiała narciarstwo alpejskie.

## Osiągnięcia

### Igrzyska olimpijskie
| Miejsce | Dzień     | Rok  | Miejscowość | Konkurencja | Czas biegu | Strata | Zwyciężczyni     |
| ------- | --------- | ---- | ----------- | ----------- | ---------- | ------ | ---------------- |
| 15.     | 13 lutego | 1984 | Sarajewo    | Gigant      | 2:20,98    | +3,60  | Debbie Armstrong |
| 11.     | 13 lutego | 1984 | Sarajewo    | Slalom      | 1:36,47    | +2,20  | Paoletta Magoni  |

### Mistrzostwa świata juniorów
| Miejsce | Dzień   | Rok  | Miejscowość | Konkurencja | Czas biegu | Strata | Zwyciężczyni      |
| ------- | ------- | ---- | ----------- | ----------- | ---------- | ------ | ----------------- |
| 21.     | 4 marca | 1982 | Auron       | Zjazd       | 1:40,53    | +4,51  | Catherine Quittet |
| 2.      | 6 marca | 1982 | Auron       | Slalom      | 1:18,95    | +0,17  | Andreja Leskovšek |

### Puchar Świata

#### Miejsca w klasyfikacji generalnej
- sezon 1981/1982: 38.
- sezon 1982/1983: 35.
- sezon 1983/1984: 24.
- sezon 1984/1985: 79.
- sezon 1985/1986: 29.
- sezon 1986/1987: 68.

#### Miejsca na podium
1. Sestriere – 14 grudnia 1983 (slalom) – 3. miejsce
2. St. Gervais – 25 stycznia 1986 (kombinacja) – 1. miejsce